# 1969 Alain
1969 Alain este un asteroid din centura principală, descoperit pe 3 februarie 1935 de Sylvain Arend.